# Trọng Thủy

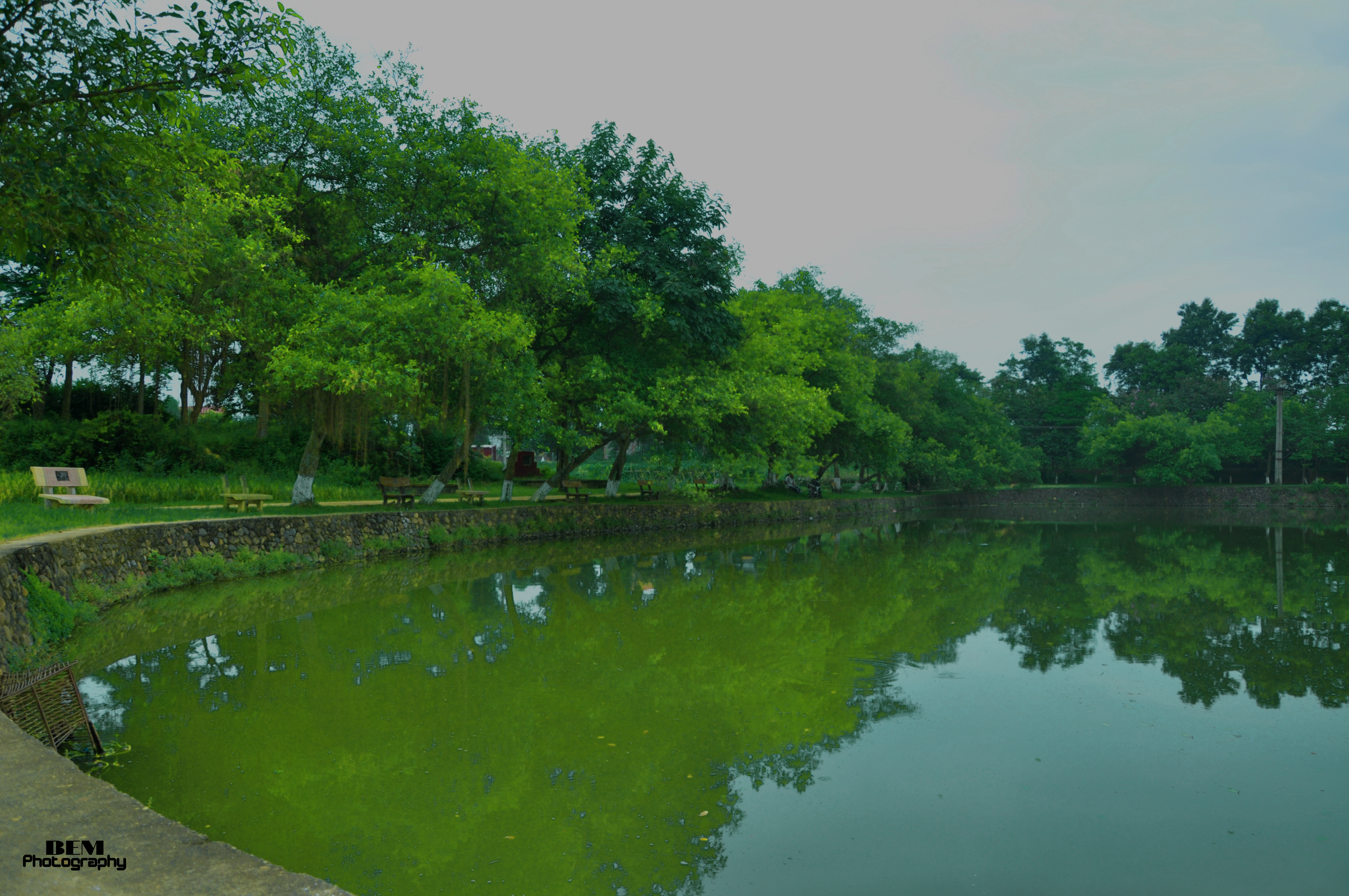
Giếng Trọng Thủy tại khu di tích Cổ Loa ngày nay

Trọng Thủy (chữ Hán: 仲始), tên đầy đủ là Triệu Trọng Thủy  (chữ Hán: 趙仲始), là hoàng tử nước Nam Việt, con trai của Triệu Đà đồng thời là hôn phu của Mỵ Châu Công chúa phò mã nước Âu Lạc.

## Con rể Âu Lạc
Theo Đại Việt sử ký toàn thư và Khâm định Việt sử thông giám cương mục, sau nhiều lần giao tranh với An Dương Vương không thắng được, Triệu Đà sai Trọng Thủy sang nước Âu Lạc, hầu trong cung An Dương Vương làm túc vệ, rồi cầu hôn công chúa Mỵ Châu. An Dương Vương bằng lòng, cho Trọng Thủy lấy con gái mình.
Theo truyền thuyết thì Trọng Thủy dỗ Mỵ Châu để xem trộm nỏ thần, rồi ngầm bẻ gãy lẫy nỏ (làm từ móng của thần Kim Quy), thay cái khác vào.

## Cái chết
Triệu Đà lại phát binh đánh Âu Lạc, sai Trọng Thủy cầm quân. Đại Việt sử ký toàn thư ghi việc này xảy ra năm 208 TCN. Theo truyền thuyết, An Dương Vương chủ quan vì có vũ khí "nỏ thần", khi ra trận mới biết vũ khí không còn hiệu nghiệm, thua trận mang Mỵ Châu chạy về phía nam. Trọng Thủy theo lời dặn của Mỵ Châu trước khi chia tay, cứ theo dấu lông ngỗng mà Mỵ Châu rắc ra đường làm dấu mà đuổi theo. An Dương Vương nhận ra chính con gái tiếp tay cho họ Triệu, liền giết chết Mỵ Châu rồi tự vẫn (có thuyết ghi sau khi Âu Lạc vương giết chết Mỵ Châu đã cùng rùa Kim Quy đi xuống biển mai danh ẩn tích). Trọng Thủy đuổi theo đến nơi, thấy Mỵ Châu đã chết, thương khóc ôm xác đem về chôn ở Loa Thành. Vì thương tiếc nhớ tiếc Mỵ Châu, Trọng Thủy trở lại chỗ Mỵ Châu tắm gội trang điểm khi trước, cuối cùng nhảy xuống giếng mà chết.
Hai cuốn sách có niên đại thời nhà Trần là Đại Việt sử lược và An Nam chí lược có những ghi chép vắn tắt về câu chuyện của Mị Châu. Ghi chép về Mị Châu trong cả hai quyển này đều có không có câu chuyện rải lông ngỗng. Ngoài ra cũng không có bất cứ bằng chứng lịch sử nào về việc Trọng Thủy đã chết như thế nào (tự sát, bị giết hay vì nguyên nhân tự nhiên).
Cũng theo Đại Việt sử ký toàn thư, Trọng Thủy có người con trai là Triệu Hồ, sau này trở thành người nối ngôi Triệu Đà vào năm 137 TCN và qua đời năm 125 TCN, thọ 52 tuổi. Như vậy Triệu Hồ sinh năm 177 TCN, và Trọng Thủy phải còn sống ít nhất đến năm 177 TCN. Triệu Hồ chắc chắn là con người vợ khác, không phải là con của Mỵ Châu.
Ghi chép của Đại Việt sử ký toàn thư về cuộc đời Trọng Thủy mang tính truyền thuyết và không logic: Một mặt Trọng Thủy được xác định chết khi diệt xong Âu Lạc (208 TCN), mặt khác ông lại có người con ra đời sau đó tới 33 năm (176 TCN).
Các sử gia Việt Nam hiện đại căn cứ theo Sử ký của Tư Mã Thiên xác định Nam Việt diệt phía Tây nước Âu Lạc khoảng năm 179 TCN. Tuy vậy, nếu Trọng Thủy chết theo Mỵ Châu lúc này thì ông cũng không thể là cha của Triệu Hồ, vì khoảng cách từ khi ông qua đời tới khi Triệu Hồ ra đời là 4 năm.
Mặt khác, qua kết quả khảo cổ lăng mộ Triệu Văn Đế được khai quật ở thành phố Quảng Châu thuộc Quảng Đông, Triệu Hồ được xác định là người qua đời khi 35-40 tuổi, không phải là người ngoài 50 tuổi như ghi chép của Đại Việt sử ký toàn thư. Các sử gia cho rằng có thể Triệu Hồ là con thứ của Trọng Thủy; còn người cháu nội mà Triệu Đà đề cập trong thư viết gửi cho Hán Văn Đế ("Lão phu ở đất Việt 49 năm, đến nay đã ẵm cháu rồi") là người con sinh ra trước Triệu Hồ. Với giả thuyết Triệu Hồ mất năm 125 TCN và chỉ thọ khoảng 35-40 tuổi, có thể xác định Trọng Thủy còn sống ít nhất tới năm 164 TCN - 159 TCN và mất trước năm 137 TCN (năm mất của Triệu Đà), không phải là người kế vị.
Sử ký của Tư Mã Thiên chỉ cho biết Triệu Hồ là cháu nội Triệu Đà, không nhắc tới Trọng Thủy. Sử sách đề cập tới Trọng Thủy, ngoài ông ra không nói tới một người con trai nào khác của Triệu Đà. Khâm định Việt sử thông giám cương mục của nhà Nguyễn soạn sau Đại Việt sử ký toàn thư của nhà Hậu Lê chỉ nhắc tới việc Trọng Thủy đi ở rể và tráo nỏ thần, không nói tới việc ông tự vẫn chết theo Mỵ Châu và cũng không nói tới tuổi thọ của Triệu Hồ.